# Eupithecia plumbalbeolata
Eupithecia plumbalbeolata är en fjärilsart som beskrevs av Franz Dannehl 1927. Eupithecia plumbalbeolata ingår i släktet Eupithecia och familjen mätare. Inga underarter finns listade i Catalogue of Life.